# 袁宪

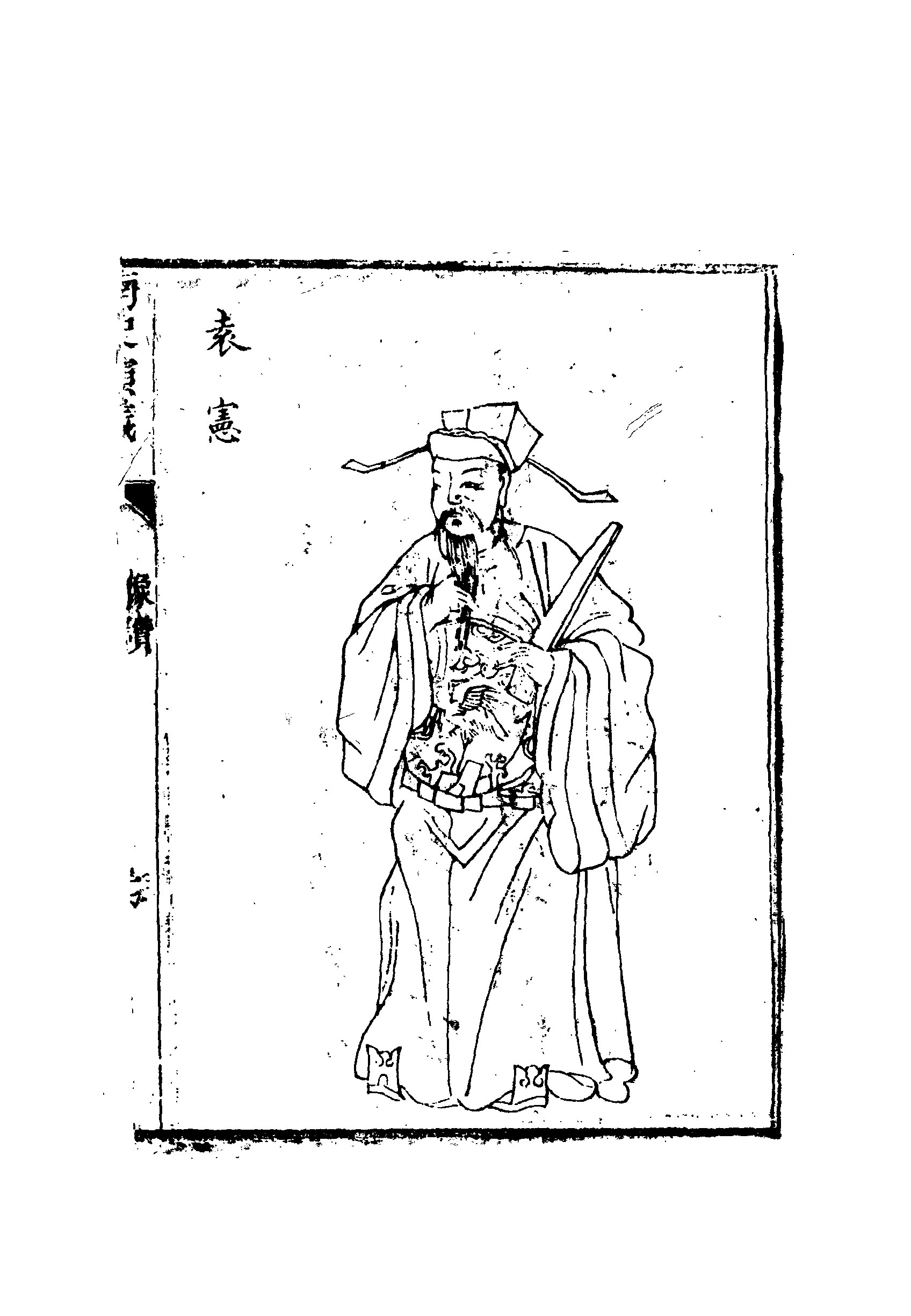
袁宪

袁宪（529年—598年），字德章。陈郡阳夏（今河南太康）人。
吴郡太守袁君正之子，尚書左僕射袁樞之弟。幼聪敏好学，十四歲被召为国子《正言》生，議論常出人意表。陈后主陈叔宝时为尚书仆射。
隋朝軍隊攻入建康宮殿時，陳後主身旁大臣只剩袁憲一人。袁憲建議陳後主仿效梁武帝見侯景的先例，向隋朝軍隊有尊嚴投降，但陳後主並未採納。降隋後授昌州刺史，開皇18年去世，贈大將軍、安城郡公、諡號簡。

## 家庭
妻：
- 南沙公主蕭氏

子女：
- 長子袁承家，隋朝秘書丞、國子司業
- 次子袁承序，唐朝齊王府學士、晉王侍讀、弘文館學士
- 子袁承熙，唐朝散郎。其女嫁王师顺

## 延伸阅读
[在维基数据编辑]
 《陳書/卷24》，出自姚思廉《陳書》
 在维基共享资源阅览影像